# Peter Sloterdijk
Peter Sloterdijk (født 26. juni 1947 i Karlsruhe) er en tysk filosof og professor i filosofi og medieteori på Universitet for Kunst og Design i Karlsruhe.
I Danmark er han mest kendt for Kritik af den kyniske fornuft.
Biografi
Sloterdijk studerede filosofi, tysk sprog og historie på Universitet i München. I 1975 fik han sin ph.d. fra Universitetet i Hamborg. Siden 1980 har han skrevet en række filosofiske værker, som har opnået stor opmærksomhed, både i og uden for Tyskland. I 2001 blev han viceforstander og æresdoktor på Kunst- og Designuniversitetet i Karlsruhe, en del af Centret for Kunst og Medier i Karlsruhe. I 2002 begyndte han som vært på et TV-show på ZDF: Das Philosophische Quartett ("I glashuset; Den filosofiske Kvartet"). Programmet ønsker at diskutere dagens aktuelle spørgsmål i dybden.
Kritik af den kyniske fornuft
Bogen Kritik af den kyniske Fornuft, der udkom i 1983 på Verlag Suhrkamp (i uddrag på dansk i 1990 og 2002) blev den mest sælgende filosofibog i Tyskland siden 2. verdenskrig og satte for alvor gang i Peter Sloterdijks forfatterkarriere.
Kritik af den kyniske fornuft er et angreb på "det moderne magtmenneske", der ser sig selv som et offer, der kun varetager sin magtposition, fordi andre ellers ville gøre det – og gøre det dårligere. Dermed er der åbnet for en forfladigelse af magten. Modvåbnet ser Sloterdijk i filosoffer som Diogenes, der ved at gøre grin med magten, fratog den noget af sin status. Sloterdijk tilkender sammesteds Diogenes status af at være filosofiens første økofilosof.
Sfærer
Peter Sloterdijks "magnum opus" er Sphären (Sfærer), der er udkommet i tre tykke bind på tysk. Det skete i henholdsvis 1998, 1999 og 2004. I Det lille Forlags udgave af "Kritik af den kyniske Fornuft" fremfører Peter Thielst i et forord, at Sfærer næppe nogensinde vil udkomme på dansk. Dertil er den for specifikt tysk – og for tung. Trods Sloterdijks lettere og ganske muntre værk Kritik der zynischen Vernunft, er også den kun udgivet i meget amputerede udgaver på dansk.
Samfundskritik
Sloterdijk har, igennem hele sin forfatterkarriere, kombineret de filosofiske arbejder med en grundig samfundskritik. Hvilket har gjort ham til en kontroversiel skikkelse i tysk litteratur.

## Værker på tysk
- Kritik der zynischen Vernunft, 1983.
- Der Zauberbaum. Die Entstehung der Psychoanalyse im Jahr 1785, 1985.
- Der Denker auf der Bühne. Nietzsches Materialismus, 1986.
- Kopernikanische Mobilmachung und ptolmäische Abrüstung, 1986.
- Zur Welt kommen – Zur Sprache kommen. Frankfurter Vorlesungen, 1988.
- Eurotaoismus. Zur Kritik der politischen Kinetik, 1989.
- Versprechen auf Deutsch. Rede über das eigene Land, 1990.
- Weltfremdheit, 1993.
- Im selben Boot. Versuch über die Hyperpolitik, 1993.
- Falls Europa erwacht. Gedanken zum Programm einer Weltmacht am Ende des Zeitalters seiner politischen Absence, 1994.
- Selbstversuch, Ein Gespräch mit Carlos Oliveira, 1996.
- Der starke Grund zusammen zu sein. Erinnerungen an die Erfindung des Volkes, 1998.
- Sphären I – Blasen, Mikrosphärologie, 1998.
- Sphären II – Globen, Makrosphärologie, 1999.
- Regeln für den Menschenpark. Ein Antwortschreiben zu Heideggers Brief über den Humanismus, 1999.
- Die Verachtung der Massen. Versuch über Kulturkämpfe in der modernen Gesellschaft, 2000.
- Über die Verbesserung der guten Nachricht. Nietzsches fünftes Evangelium. Rede zum 100. Todestag von Friedrich Nietzsche, 2000.
- Nicht gerettet. Versuche nach Heidegger, 2001.
- Die Sonne und der Tod, Dialogische Untersuchungen mit Hans-Jürgen Heinrichs, 2001.
- Tau von den Bermudas. Über einige Regime der Phantasie, 2001.
- Luftbeben. An den Wurzeln des Terrors, 2002.
- Sphären III – Schäume, Plurale Sphärologie, 2004.
- Im Weltinnenraum des Kapitals, 2005.
- Was zählt, kehrt wieder. Philosophische Dialogue, with Alain Finkielkraut (fra fransk), 2005.
- Zorn und Zeit. Politisch-psychologischer Versuch, 2006. ISBN 3-518-41840-8
- Der ästhetische Imperativ, 2007.
- Derrida Ein Ägypter, 2007.
- Gottes Eifer. Vom Kampf der drei Monotheismen Frankfurt am Main (Insel), 2007.
- Du mußt dein Leben ändern, Frankfurt am Main (Suhrkamp), 2009.
- Philosophische Temperamente Von Platon bis Foucault, München (Diederichs) 2009. ISBN 978-3-424-35016-6

## Værker på dansk
- Kritik af den kyniske fornuft, Hans Reitzels Forlag, 1989, Det lille forlag, 2005

- Eurotaoisme. Kritik af den politiske kinetik, Han Reitzels forlag, 1990
- Masse og foragt - essay om kulturkampe i det moderne samfund, Det lille forlag 2002
- Stress og frihed, Multivers 2023
- Regler for menneskeparken, Multivers 2024